# Ley de los pequeños números
La ley de los pequeños números consiste en la tendencia a creer que una distribución muestral se distribuye de la misma manera que una poblacional, independientemente del tamaño de la muestra. Por ejemplo, en una encuesta en la que se afirma que el 75% de los votantes prefiere la opción A, esta teoría afirma que a las personas les es indiferente que la muestra usada sea de 7, 70 o 7.000 sujetos, tendiendo a creer que la mayoría de la población prefiere esa opción política.
Este concepto fue planteado en los años setenta por Daniel Kahneman y Amos Tversky, ambos psicólogos, tras darse cuenta de que muchos investigadores, incluidos algunos de prestigio, cometían errores a la hora de elegir el tamaño de su muestra de investigación, pues no eran lo suficientemente grandes para evitar resultados extremos.
"Un estudio sobre la incidencia de cáncer renal en los 3.141 condados de EE.UU revela una pauta sorprendente. Los condados en los que la incidencia de cáncer renal es más baja son en su mayoría rurales, con escasa densidad de población y pertenecientes a estados tradicionalmente republicanos del Medio Oeste, el Sur y el Oeste".
·Podemos intuir que en estos condados la vida es más saludable que en la ciudad. Sin embargo:
"Consideremos ahora los condados en los que la incidencia de cáncer renal es más alta. Estos condados tienden a ser en su mayoría rurales, con escasa densidad de población y pertenecientes a estados tradicionalmente republicanos del Medio Oeste, el Sur y el Oeste".
Estos fragmentos del libro de Kahneman reflejan la importancia de las muestras a la hora de hacer los estudios, pues, en este caso, los condados con escasa densidad de población son más proclives a presentar resultados extremos, es decir, en una muestra de 100 personas es más probable que aparezca una mayor proporción tanto de enfermos de cáncer, como de personas sanas que en una población de 10.000. En este caso se produjo un resultado extremo a la baja, pues en realidad son esos condados los que mayor proporción de cáncer renal presentan.
Esta teoría está relacionada con la ley de los grandes números, según la cual cuando tenemos una muestra lo suficientemente grande, la media muestral se parecerá mucho a la poblacional. Además a medida que aumenta el número de observaciones nos alejamos de los resultados extremos, usando de ejemplo el lanzamiento de una moneda, si tomamos como muestra las 3 primeras tiradas, habrá más posibilidades de que todas salgan de un mismo lado que si tomamos una muestra de 500 lanzamientos. Otro ejemplo relacionado es el de dos hospitales, uno grande con 45 nacimientos al día, y otro pequeño con alrededor de 15 nacimientos al día. Durante 1 año se registra en cada hospital los días en los que los varones nacidos superan el 60% de nacimientos totales. ¿Qué hospital es más probable que registre más días con esta circunstancia? Lo común es pensar que ambos hospitales tendrán una cifra similar, pues hay la misma posibilidad de que nazca niño o niña (50%), sin embargo, la teoría del muestreo nos dice que el número esperado de días en los que más del 60% de los recién nacidos han sido niños es mucho mayor en el hospital pequeño, pues ahí es más fácil obtener resultados extremos. Sin embargo, si la muestra es más grande (hospital grande) los resultados tienden a normalizarse en el 50%.
Este fenómeno puede tener gran repercusión social, por ejemplo, un estudio realizado por la Fundación Gates en 1.662 colegios dio el resultado de que 6 de los 50 mejores eran pequeños. El resultado de este estudio hizo que la Fundación Gates, junto con otra media docena de fundaciones importantes invirtieran grandes cantidades de dinero en este tipo de colegios, además de la creación de un programa por el departamento de educación de EE.UU, que llevó incluso a la división de colegios grandes en unidades más pequeñas. En este caso, al ser una muestra relativamente pequeña se produjo una sobrerrepresentación alejada de la realidad, pues si se hubiesen preguntado las características de los peores colegios se habrían dado cuenta de que también suelen ser más pequeños que la media.

## Relación con la forma de pensar
La ley de los pequeños números ayuda a explicar la continua intención del cerebro de buscar causas a los sucesos. Si por ejemplo observamos la secuencia RRAARR de bolas de color rojo (R) y azul (A), inconscientemente tenderemos a pensar que la siguiente bola en salir será la azul (A), por la pequeña muestra que tenemos de referencia, sin embargo esta afirmación estaría sesgada por la ley de los pequeños números, y no sería fiable, ya que si la probabilidad de salir cada bola es del 50%, la siguiente bola puede ser tanto de un color como de otro.
La ley de los pequeños números responde a la tendencia del cerebro de buscar atajos que faciliten el pensamiento, los cuales son llamados heurísticos. En concreto, generalizar a partir de muestras pequeñas se relaciona con la heurística de la representatividad, que consiste en juzgar un suceso por el parecido a uno ya conocido previamente. En la ley de los pequeños números interviene también WYSIATI (What you see is all there is), es decir, "lo que ves es todo lo que hay", ya que pese a tener una información insuficiente, por no ser representativa, construimos una historia a partir de los datos disponibles y formamos un juicio.